# Hans Schröder (Mediziner, 1929)
Hans Schröder (* 23. Mai 1929 in Pohlitz (Greiz); † 12. März 1997 in Jena) war ein deutscher Chirurg und Hochschullehrer.

## Leben
Schröder studierte an der Friedrich-Schiller-Universität Jena Medizin. Nach dem Staatsexamen und der Ableistung des allgemeinärztlichen Jahres durchlief er ab 1956 die chirurgische Ausbildung bei Heinrich Kuntzen in Jena. Mit einer Doktorarbeit bei Ernst Krönke wurde er 1957 zum Dr. med. promoviert. Er wurde Facharzt für Chirurgie (1960) und Urologie (1964). Seit 1966 Oberarzt,   wurde er 1967 zum Hochschuldozenten für Chirurgie berufen. 1972 wurde er Chefarzt am Bezirkskrankenhaus des Bezirks Gera. Die Universität Jena ernannte ihn 1974 zum Honorarprofessor. Nach der Emeritierung von Theo Becker wurde er 1981 auf den Lehrstuhl für Chirurgie an der Universität Jena berufen. Seine klinischen und wissenschaftlichen Interessen galten vor allem der Viszeralchirurgie. Von 1984 bis 1986 war er Präsident der Thüringischen Gesellschaft für Chirurgie. Als Obermedizinalrat starb er im Alter von 68 Jahren.